# Ich-Schwäche
Ich-Schwäche ist eine aus der psychoanalytischen Instanzenlehre von Sigmund Freud abgeleitete Pathologie. Aus dem Zusammenspiel der ICH-Instanz mit den Instanzen ES und ÜBER-ICH sowie den Forderungen der Realität können psychische Störungen auftreten. Kann das Ich mit vernünftigen und realitätsgerechten Entscheidungen zwischen den divergierenden Anforderungen vermitteln, liegt eine Ich-Stärke vor. Unterliegt es hingegen einer der beiden anderen Instanzen oder passt es sich umstandslos den Anforderungen der Realität an, handelt es sich um Ich-Schwäche. 
Die Tochter Sigmund Freuds, Anna Freud, hat in ihrem einflussreichen Buch Das Ich und die Abwehrmechanismen (1936) zahlreiche Methoden analysiert, mit denen das ICH Triebansprüche des ES abwehrt.   

## Beispiele für ich-schwache Charaktere
Die „autoritäre Persönlichkeit“ (Theodor W. Adorno) unterwirft sich den Normen des ÜBER-Ichs, typischerweise repräsentiert durch das Familienoberhaupt. Der „außengeleitete Charakter“ (David Riesman) passt sich konformistisch den Erwartungen seiner Mitmenschen an. 